# ヤレーマ・ヴィシニョヴィエツキ
ヤレーマ・ヴィシニョヴィエツキ（ウクライナ語: Ієре́мія-Миха́йло (Яре́ма) Кори́бут Вишневе́цький）、イェレミ・ミハウ・コリブト・ヴィシニョヴィェツキ（ポーランド語: Jeremi Michał Korybut Wiśniowiecki）、1612年8月17日 – 1651年8月20日）は、ヴィシュネヴェーツィ、ルブヌィ、ホロールに知行地を持っていたウクライナの公である。ポーランド・リトアニア共和国に仕えるルーシ・リトアニア系の古い貴族の家系であるヴィシニョヴィエツキ家の家長で、当代きってのマグナートであった。コルィーブトは紋章の名称。軍事に秀で、1646年からルーシ県長官を務めたほか、プシェムィシル、プシャースヌィシュ、ノヴィ・タルク、ハーデャチ、カニウの長官を歴任した。ウクライナの歴史家ミハイロ・フルシェフスキーによれば、彼はその時代においてウクライナ・ポーランドはおろか、全ヨーロッパで一番の富裕な貴族であったという。今日のポルタヴァ州と周辺州の一部に当たる広大な地域がヴィシニョヴィエツキ領（Вишневе́ччина）と呼ばれた。
息子のミハウ・コリブト・ヴィシニョヴィエツキはのちにウクライナ人としてはじめてポーランド・リトアニア共和国の国王（在位：1669年 – 1673年）となった。

## 概要

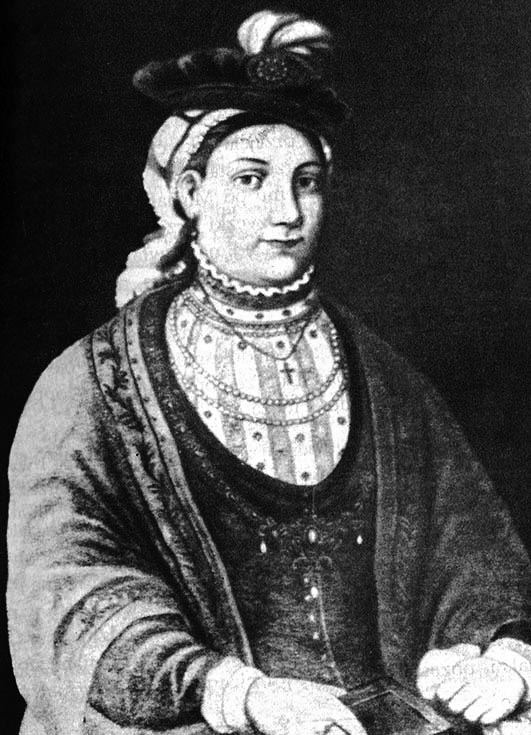
母ライーナ

ヤレーマ・ヴィシニョヴィエツキは、リトアニア・ルーシ系の公の家系の出であった。キエフのカシュテラン（城代）でオーウルチ長官のミハイロ・ヴィシニョヴィエツキを父に持ち、母はモルダヴィア公イェレーミャ・モヴィーレの娘でペトロー・モヒーラの従姉妹キャイナ・モヴィーレ（ライーナ・モヒリャーンカ＝ヴィシュネヴェーツィカ）（モヒリャーンカ)であった。祖父はウクライナのヘーチマンであった。子息には、のちにポーランド王となったミハウ・コリブト・ヴィシニョヴィエツキがいる。
イエズス会のリヴィウ・コレギウムで学び、のちイタリアとスペインに遊学し、軍事について学んだ。莫大な財産をウクライナに所有していた。とりわけ、左岸地域にはルブヌィを中心とする56の都市と小都市を所有し、年に金120万の年貢を収める28万8000以上の領民を抱えていた。加えて、1万2000の宮廷軍を保有していた。
生まれたときには正教の洗礼を受けたが、1631年には、自身の権力を拡大するためカトリックに改宗した。同時に、積極的に正教の擁護活動を始めた。1632年から1634年のスモレンスク戦争に参加し、1633年にはアバズィ・パシャ（アバザ・メフメド・パシャ）の軍と戦った。その後は、ウクライナ・コサックの叛乱に対処した。1637年のパウリュークの蜂起と、1638年のオストリャーニンの蜂起を鎮圧した。1644年には、自身の宮廷軍を率いてオフマーチウの戦いに参加、トハイ・ベイ率いるクリミア・タタール軍を破った。
1648年、フメリニツキーの乱が勃発すると、襲撃のために左岸地域の所領から逃げ出す者が相次いだ。緒戦において官軍が壊滅したため、ヴィシニョヴィエツキは自力で治安の回復に取り組むこととなった。彼は右岸地域で町や村に対する焼き討ちや住民の粛清を行い、どうにかして叛乱を鎮圧しようとしたが、その強硬姿勢は却って叛乱を激化させた。1648年中に行われたマフニーウカ、プヤートカ、コスチャンティーニウの戦いではヴィシニョヴィエツキと他のマグナートたちの宮廷軍はマクスィム・クルィヴォニース率いる庶民軍相手に善戦した。

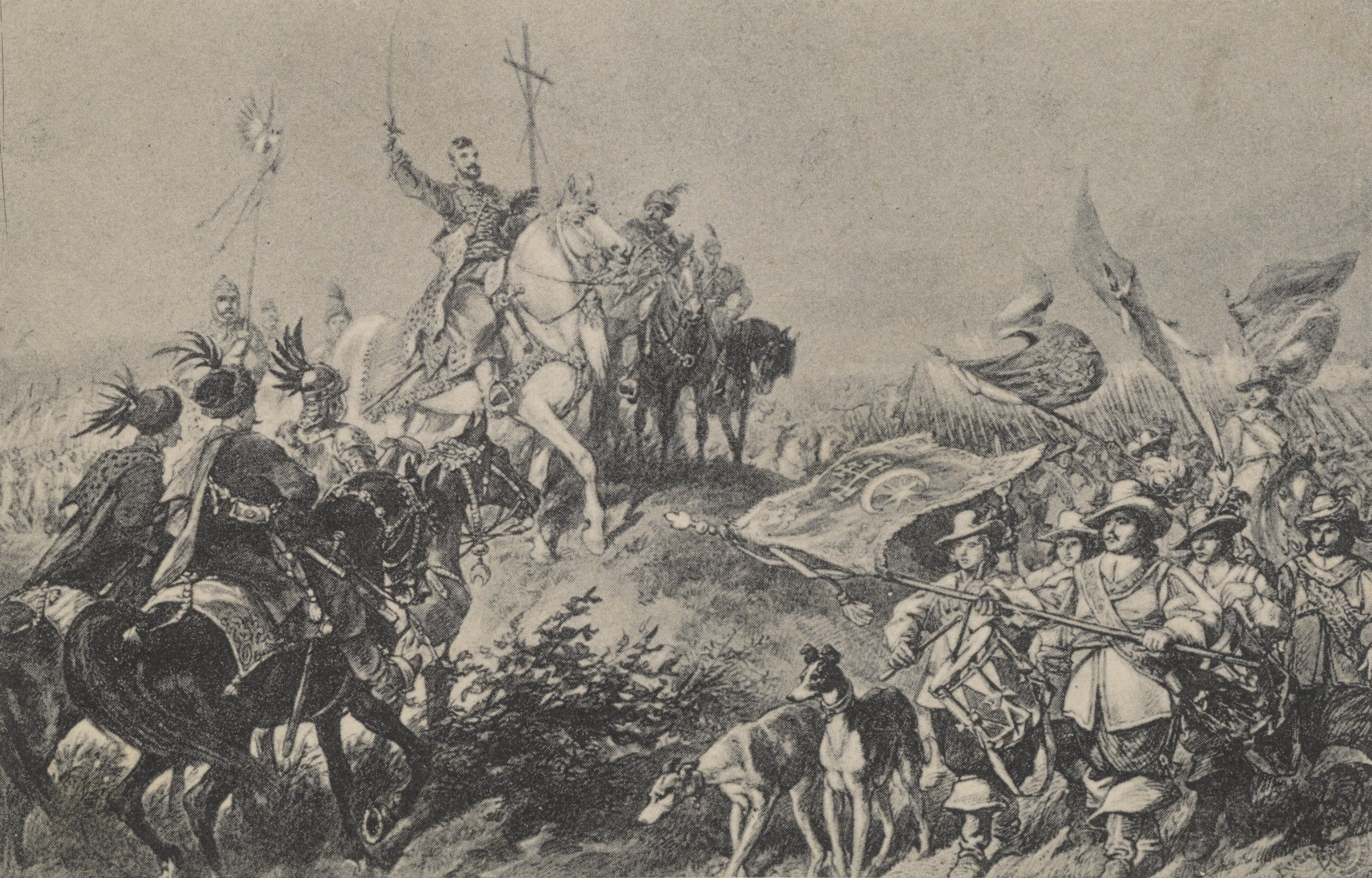
ベレステーチュコの戦いにて気勢を上げるヴィシニョヴィエツキ

しかし、9月のプィリャーウツィの戦いでポーランド王とシュラフタの連合軍が壊滅すると、ヴィシニョヴィエツキはリヴィウまで撤退を余儀なくされた。1649年夏には休戦協定を破り、コサック・タタール同盟軍の立て籠もるズバーラジュ城の包囲を敢行したが勝敗はつかず、一方で包囲軍への援軍は壊滅するという結果を生んだ。1651年初夏には、ポーランド軍の指揮官の一人としてベレステーチュコの戦いに参加した。この戦いにおいてヴィシニョヴィエツキはコサック叛乱軍に対する勝利に貢献した。
ところが、その戦いのすぐあと、同年8月20日に彼はパーヴォロチで急逝した。死因は明らかになっていない。遺体はミイラ化され、ポーランドの聖十字架修道院に埋葬された。

## 関連作品
フメリニツキーの乱におけるヴィシニョヴィエツキは、ポーランドの作家ヘンルィク・シェンキェヴィチの『三部作 Trylogia』の第一作目、『火と剣とをもって Ogniem i mieczem』（1884年）において、ポーランド側のヒーローとして描かれた。
ウクライナの作家イヴァン・ネチュイ＝レヴィツキーは、『イェレミヤ・ヴィシニョヴィエツキ公 Князь Єремія Вишневецький』（1897年）という歴史小説を書いている。
2009年には、ヴィシニョヴィエツキの故郷ルブヌィのある通りが彼にちなんで改名された。